# Painted Wall
Le Painted Wall est un rempart montagneux américain situé dans le comté de Montrose, au Colorado. Cette section du Black Canyon of the Gunnison protégée au sein du parc national de Black Canyon of the Gunnison ainsi que de la Black Canyon of the Gunnison Wilderness constitue le plus haut à-pic de son État.